# Tricyrtis setouchiensis
Tricyrtis setouchiensis är en liljeväxtart som beskrevs av Hir.Takah. Tricyrtis setouchiensis ingår i släktet skuggliljor, och familjen liljeväxter. Inga underarter finns listade.